# トビシマトウヒレン
トビシマトウヒレン（飛島塔飛廉、学名：Saussurea katoana）は、キク科トウヒレン属の多年草。2013年新種記載の種。

## 特徴
茎は直立し、高さは45-65cmになり、褐色の多細胞毛が密生し、上部で1-5回分枝する。茎に幅が8-10mmになる幅広い翼があり、翼には粗い鋸歯がある。根出葉は花時には存在しない。茎の下部につく葉の葉身は革質、広卵形で、長さ20-30cm、幅14-23cm、先は微凸頭、基部は深い心形になり、縁は粗い鋸歯がある。葉に鈍い光沢があり、葉の両面に褐色の多細胞毛がある。葉柄は長く、長さ6-18cmになり、葉柄の上部に翼がある。茎の上部に葉は小型で、短い葉柄がつくかまたは無柄となる。
花期は9-10月。頭状花序は散房状に5-10個がまばらにつき、花柄は長さ5-10mmで、広角度に伸び、花柄に褐色の多細胞毛が密生する。総苞は緑色、長さ12-20mm、径10-15mmになる鐘形で、多少くも毛がある。総苞片は10列あり、総苞外片は卵形で、長さ5-6mm、先は鋭突頭で先端は反曲し、総苞中片は狭卵形で、長さ8mm、鋭頭で先端が反曲し、総苞内片は狭卵形から披針形で、長さ11mm、鋭頭で直立する。総苞の下にある苞葉は長さ5mm、先は微突頭。頭花は筒状花のみからなり、花冠の長さは10-15mm、色は淡紅紫色になる。果実は長さ5mmになる痩果で、明るい灰紫褐色をしている。冠毛は2輪生で、落ちやすい外輪は長さ3mm、花後にも残る内輪は長さ10-12mmになる。

## 分布と生育環境
日本固有種。山形県酒田市飛島の固有種で、沿岸の風当たりが強いクロマツ疎林の林下に生育する。

## 名前の由来
和名トビシマトウヒレンは、飛島固有の種。タイプ標本は、2009年9月下旬に飛島のクロマツ林下で、山形県の植物研究家である加藤信英によって採集されたもの。
種小名（種形容語）katoana は、この植物の実態の解明に貢献した加藤信英への献名である。

## 新種記載
2013年に門田裕一（国立科学博物館）によって、『植物研究雑誌』Vol.88, No.5「アジア産トウヒレン属 (キク科) の分類学的研究 VI. 北海道産の1新種と1新組合わせ及び本州産の3新種」において、ユウバリトウヒレン-Saussurea yubarimontana、 アラサワトウヒレン-Saussurea yanagitae およびアブクマトウヒレン-Saussurea yuki-uenoana とともに新種として命名記載された。

## 分類
本種は、沿海地のクロマツ林下に生育し、葉質が厚いという点では、青森県六ヶ所村特産のムツトウヒレン S. hosoiana に似る。しかし、同種は、花時にも根出葉が生存し、茎の翼の幅が比べると狭く全縁であること、頭花の柄が短いこと、総苞片の数が8列であること等で区別される。また、本種は、葉質が厚い点では、北陸地方の沿岸の低地から低山に分布するホクロクトウヒレン S. hokurokuensis にも似るが、本種の方が葉質がさらに厚く、茎の翼に鋸歯があること、花序の頭花が少数であること、総苞がより大型であることで区別される。さらに、東北地方の青森県・秋田県・岩手県西部・山形県の日本海側に偏った区域に分布するトガヒゴタイ S. muramatsui とは、同種は、総苞片の数が6列であること、総苞外片と総苞中片が開出または斜上すること、葉が草質であることで区別される。
さらに、本種は2015年に記載された青森県深浦町特産のフカウラトウヒレン S. andoana に似る。日本海に面した風当たりの強い海岸のクロマツ林下に生育する点で共通であるが、同種は、茎の翼があまり発達しないこと、総苞片の数は8列であること、頭花の柄が短いこと等で区別される。

## ギャラリー

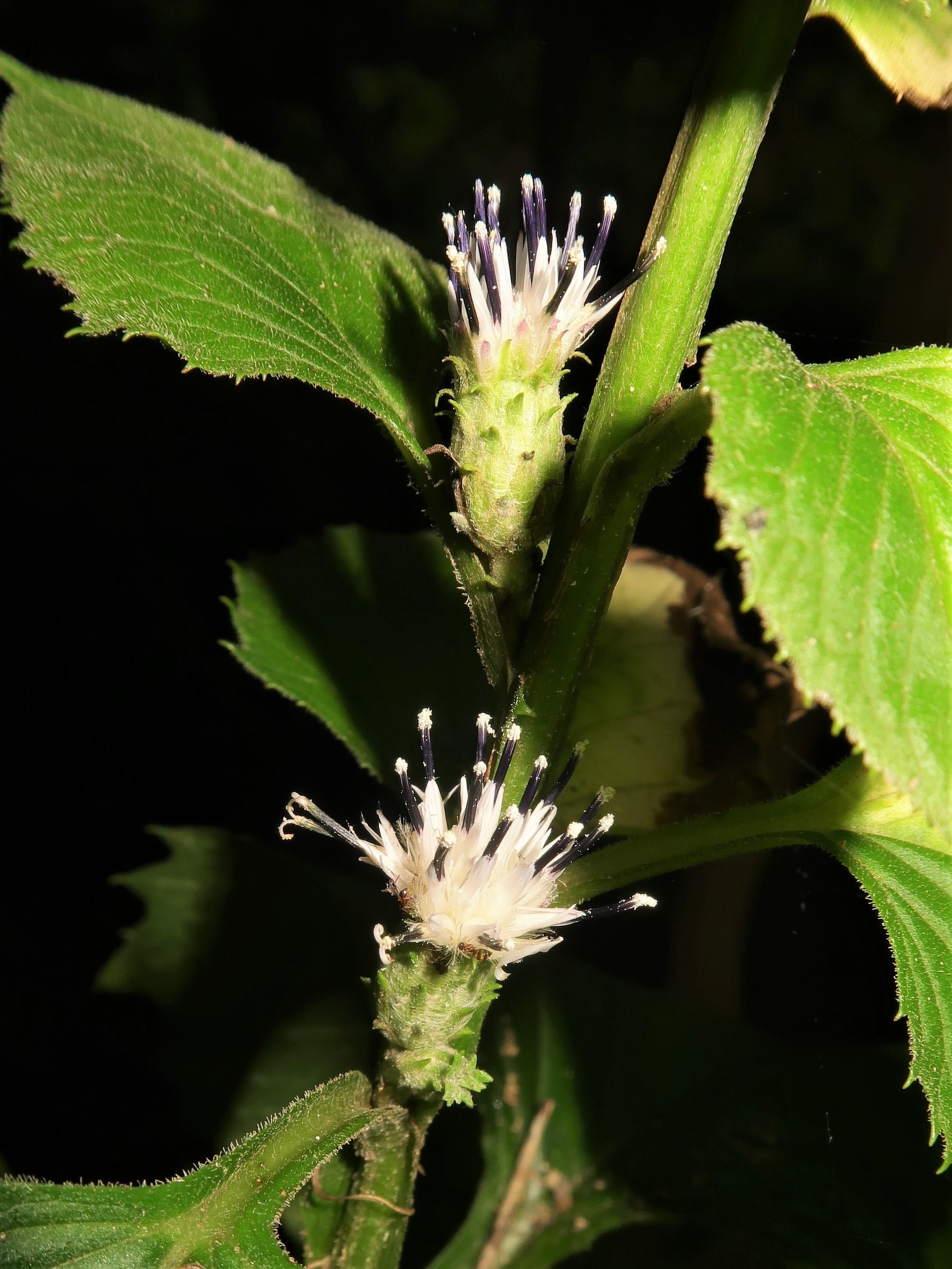
頭花。花冠は淡紅紫色になる。
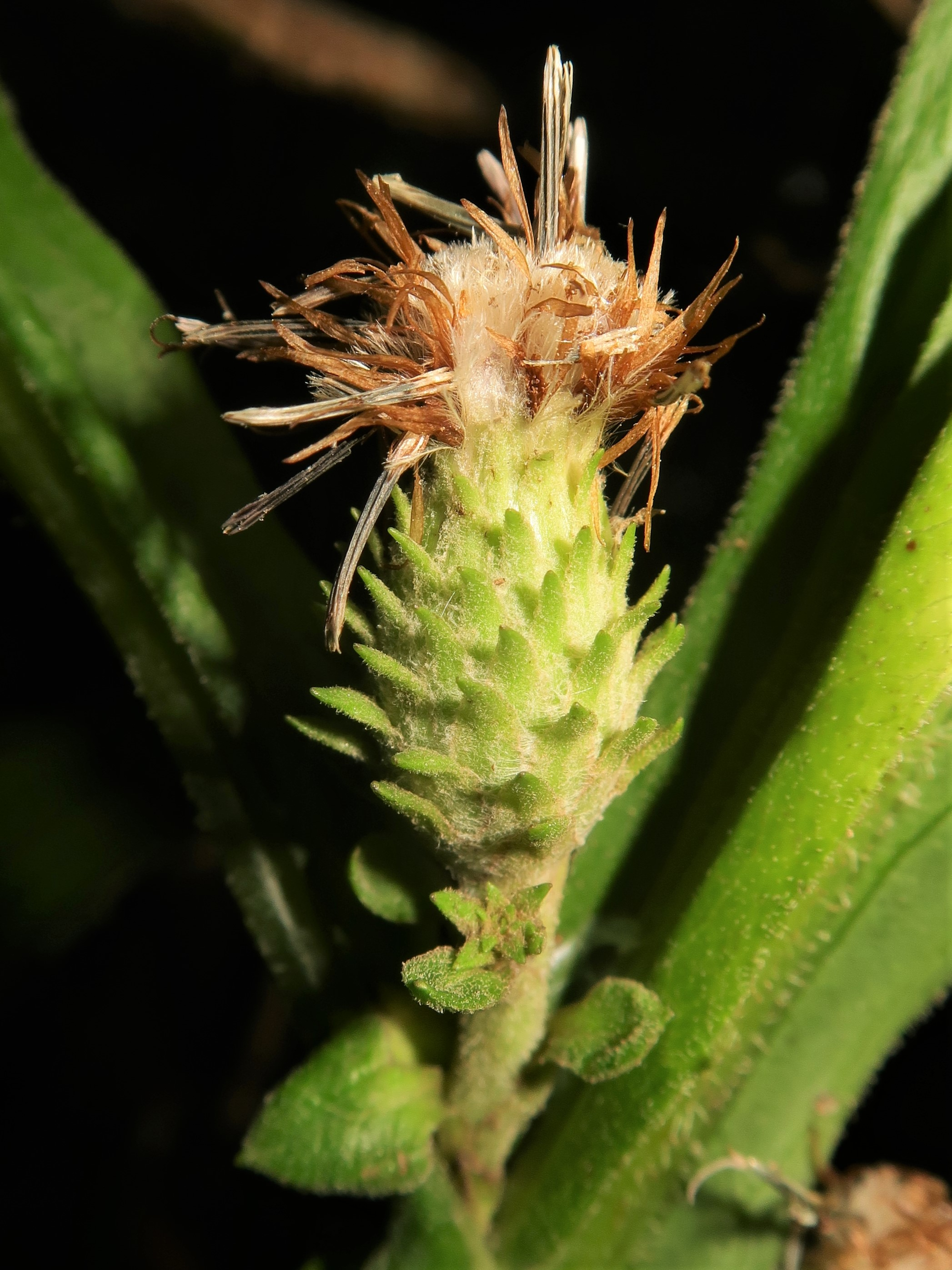
総苞は緑色、鐘形で、多少くも毛がある。総苞片は10列ある。
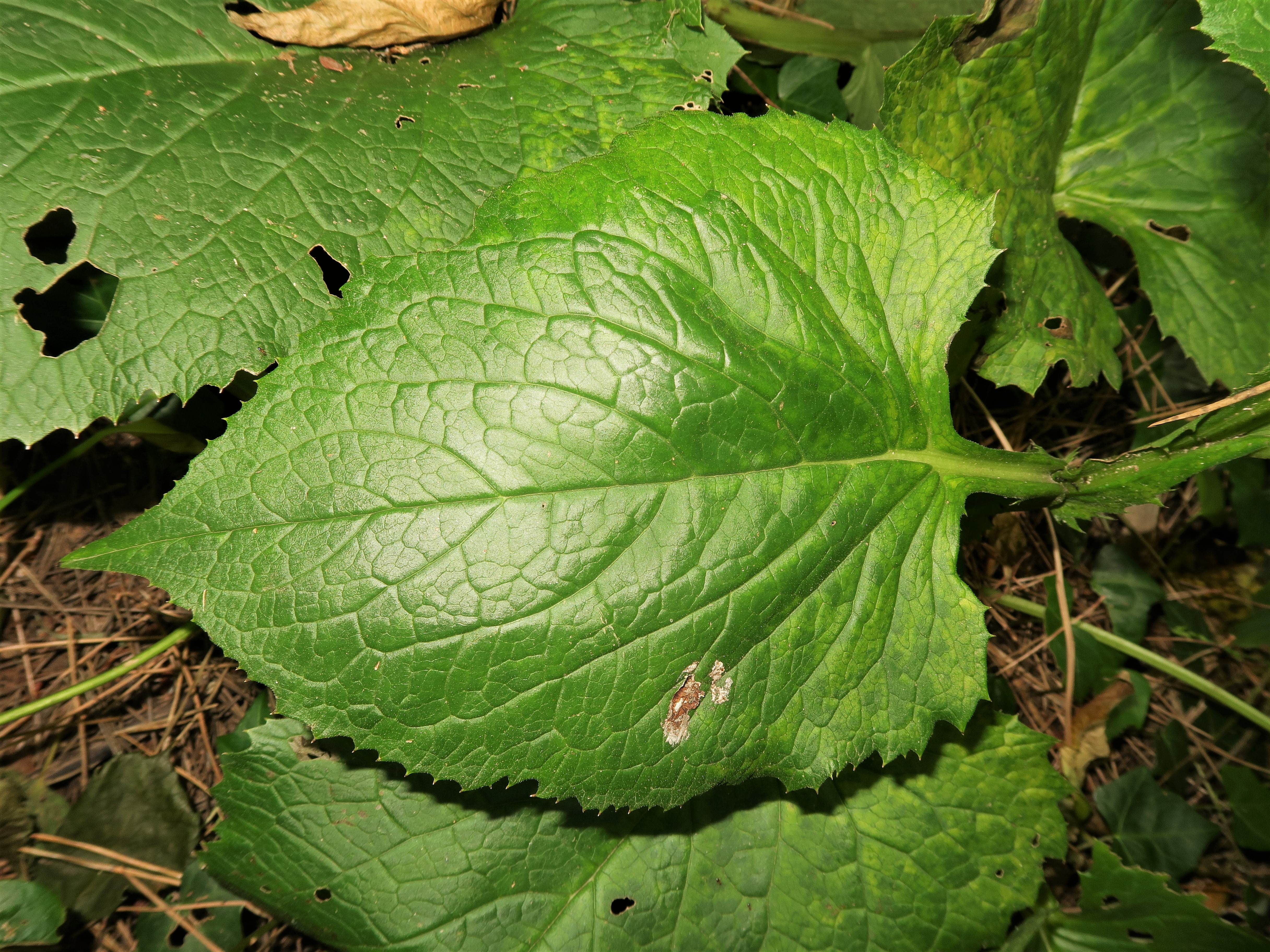
葉の表面。革質で鈍い光沢があり、葉柄の上部に翼がある。
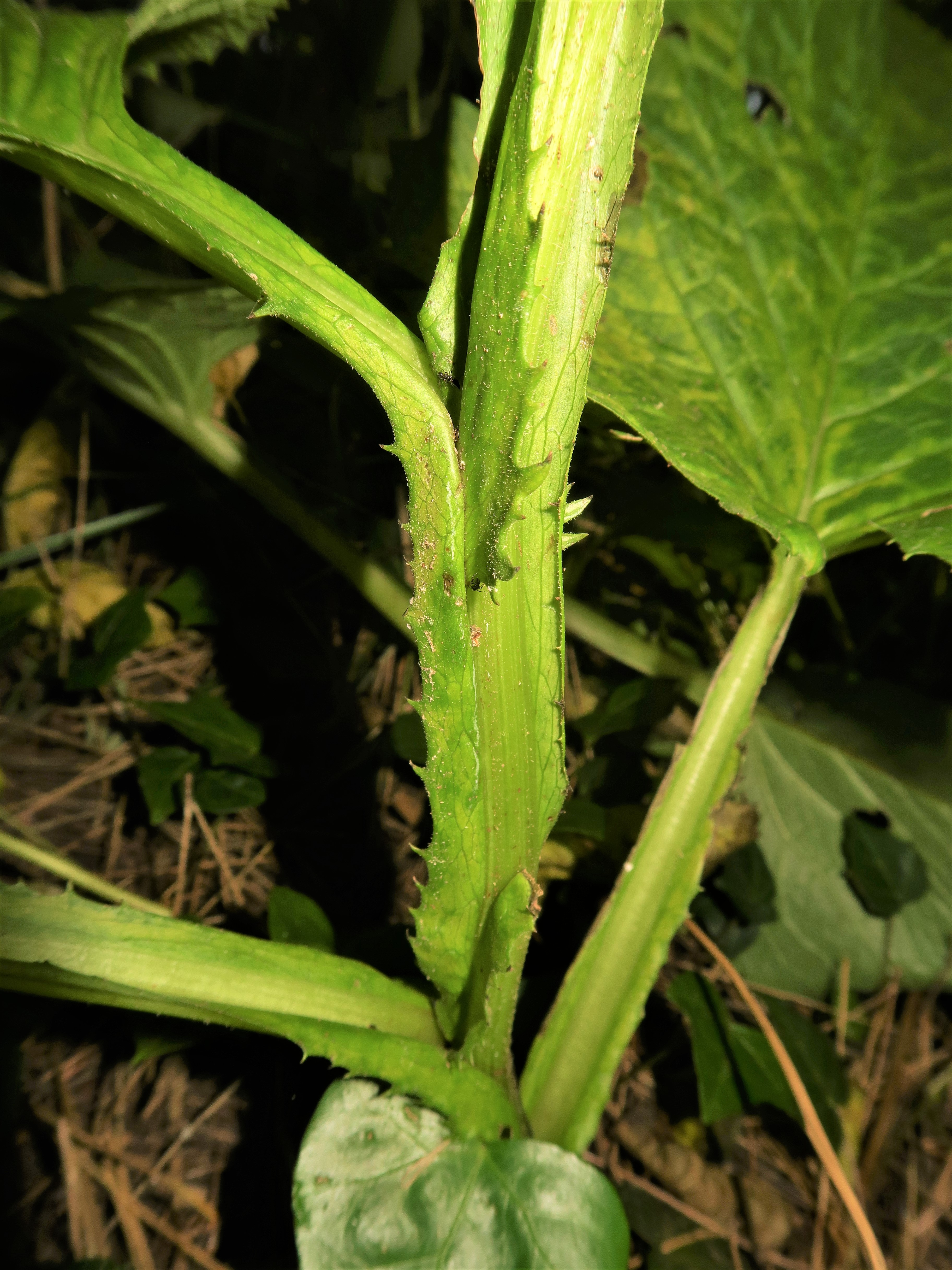
茎に幅広い翼があり、翼には粗い鋸歯がある。